# Criptospecie
Una criptospecie (o specie criptica) è, in biologia, un gruppo (o popolazione) di organismi morfologicamente indistinguibili i cui individui, tuttavia, non possono incrociarsi con successo tra loro oppure generano discendenti non fertili. Questo fenomeno, detto anche isolamento riproduttivo, impedisce di considerarli membri di un'unica specie, poiché manca un criterio fondamentale: la possibilità di riprodursi fra loro e dar luogo a prole feconda.
Il termine cryptospecies fu introdotto per la prima volta nel 1957 da Kai Larsen per descrivere un caso rilevato nella cicerchia dei prati. In seguito, numerosi esperimenti di incrocio e analisi genetiche hanno evidenziato la presenza di molte specie criptiche in varie forme di vita, inducendo i tassonomi a riassegnare retrospettivamente alcune sottospecie a nuovi taxa. Il fenomeno è documentato sia nel regno vegetale sia in quello animale, con esempi frequenti fra gli insetti, come le Drosophila e le zanzare europee del complesso Anopheles maculipennis. In quest'ultimo caso, la scoperta di sei specie criptiche all'interno di una singola «specie» ha particolare rilevanza sanitaria, poiché solo alcune trasmettono la malaria.
Invece, molti uccelli, rettili e mammiferi, pur essendo fra loro molto simili e strettamente imparentati, presentano differenze morfologiche sufficienti a distinguerli. In tali circostanze si parla, più propriamente, di specie gemelle.